# Dominik Szoboszlai
Dominik Szoboszlai (Pronunciación en húngaro: /ˈdɔminik ˈsoboslɒi/; Alba Regia, Fejér, Transdanubio Central, Hungría, 25 de octubre de 2000) es un futbolista húngaro que juega como centrocampista en el Liverpool F. C. de la Premier League de Inglaterra.

## Trayectoria
Dominik es hijo de Zsolt Szoboszlai, exjugador de fútbol que jugó en Hungría, que enseñó a jugar a su hijo al fútbol desde los 3 años.
Entre 2006 y 2007, Szoboszlai formó parte de las categorías menores del Videoton Football Club de su natal Hungría. Desde entonces estuvo hasta 2015 en el Főnix-GOLD con un breve paso por el Újpest Football Club en 2011 y entre 2015 y 2016 fue a integrar las filas del M. T. K. Budapest Futball Club.
En 2016 precisamente se traslada a Austria para integrar la academia del Red Bull Salzburgo. 

### Fussballclub Liefering

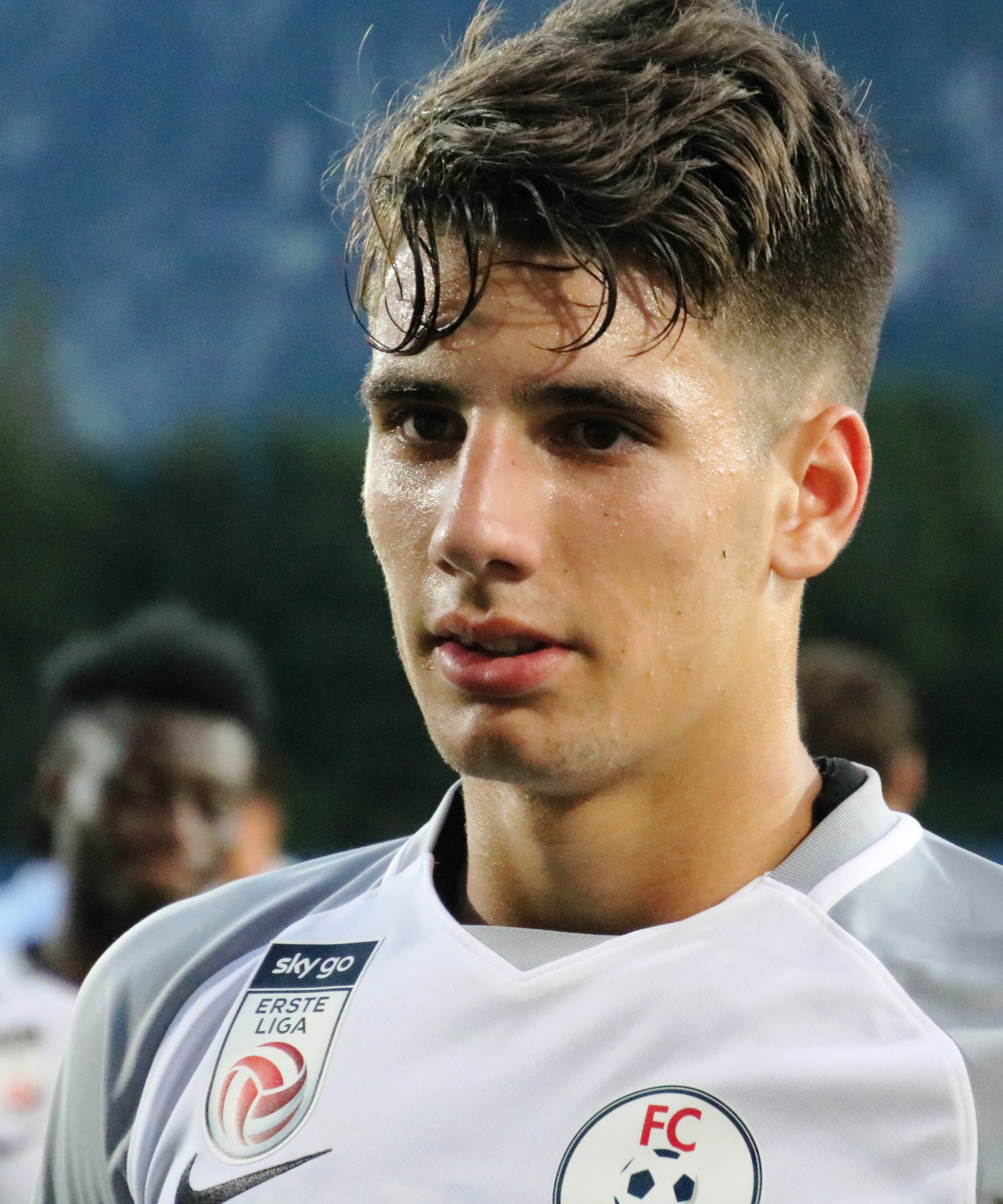
Szoboszlai con Liefering en 2017.

Es así que el 21 de julio de 2017, Szoboszlai debutó con el Liefering, equipo de reservas del club, en la victoria por 2-1 sobre Kapfenberger SV, en el arranque de la segunda división austriaca temporada 2017/18. Además de jugar como titular, en esa fecha Dominik dio la asistencia del segundo gol de su equipo. Dos jornadas después, es decir, el 4 de agosto, anotó el primer gol de su carrera en la victoria de Liefering por 3-2 sobre Blau-Weiß Linz.

### Red Bull Salzburgo
El 16 de enero de 2018, Szoboszlai firmó su primer contrato profesional con el Red Bull hasta el 31 de mayo de 2021, convirtiéndose en el primer jugador nacido en el nuevo milenio en ser promovido en el primer equipo. En ese entonces tenía 17 años.
En su primera temporada fue una pieza inamovible en el esquema del Liefering, anotando 10 goles en 33 partidos, además de dar 7 asistencias. Por esta razón, ni bien acabó el campeonato de segunda división, hizo su debut con el primer equipo el 27 de mayo de 2018 en la Bundesliga austriaca. En aquella ocasión Red Bull Salzburgo cayó 4-0 ante Austria Viena, con Szoboszlai jugando 33 minutos tras ingresar en lugar de Enock Mwepu, cuando iban cayendo 2-0. Esa derrota no impidió que Red Bull se consagre campeón del torneo.
En la siguiente campaña, la 2018-19, continuó alternando con el segundo equipo sin embargo el 26 de septiembre de 2018 marcó su primer gol con Red Bull en la goleada por 6-0 sobre Schwaz, por la segunda ronda de la Copa de Austria, además de dar una asistencia. En febrero de 2019 también anotó por los cuartos de final del torneo y el 17 de marzo anotó por primera vez en liga ante el Wacker Innsbruck. 
Su buen inicio en el fútbol permitieron al volante ser considerado como el mayor talento de Hungría en décadas, y tras mantener una regularidad y su buena progresión comenzó a ser relacionado con algunos de los mejores clubes del continente de cara a un futuro.

### RasenBallsport Leipzig
El 17 de diciembre de 2020 el R. B. Leipzig hizo oficial su fichaje hasta junio de 2025. Nada más llegar se lesionó y tuvo que esperar hasta la temporada siguiente para debutar; lo hizo el 7 de agosto en el partido de la primera ronda de la Copa de Alemania ante el SV Sandhausen y marcó el definitivo 0-4 a los tres minutos de entrar. Ganaron esa edición del torneo, así como la siguiente, y disputó en dos años 91 encuentros en los que consiguió veinte goles.

### Liverpool Football Club
El 2 de julio de 2023 fue traspasado al Liverpool F. C. después de que el club inglés pagara su cláusula de rescisión, de 60 millones de libras según la prensa, firmando así un contrato de cinco temporadas.

## Selección nacional
Szoboszlai ha integrado las categorías inferiores sub-15 (5 partidos, un gol), sub-16 (12 partidos, 5 goles), sub-17 (17 partidos, 8 goles), sub-19 (7 partidos, 2 goles) y sub-21 (8 partidos) de Hungría, además de integrar la selección mayor desde marzo de 2019, con la cual acumula 55 encuentros en los que ha anotado 16 goles.
Fue el recurrente capitán de la selección sub-17, con la cual disputó encuentros amistosos, la ronda clasificatoria para el Campeonato Europeo Sub-17 de la UEFA 2017 y la edición final de dicho torneo, donde llegaron a cuartos de final, certamen en el que Szoboszlai anotó dos goles frente a Islas Feroe por la fase de grupos.
Recibió su primera convocatoria a la selección absoluta de Hungría para el amistoso con Rusia y el partido de clasificación a la Copa Mundial de Fútbol de 2018 ante Andorra en junio de 2017, sin embargo no tuvo minutos. El 21 de marzo de 2019 debutó de forma definitiva en la derrota por 2-0 en la clasificación para la Eurocopa 2020 ante Eslovaquia, reemplazando en el minuto 54 a László Kleinheisler.
El 12 de noviembre de 2020, en el encuentro ante Islandia del playoff de clasificación para la Eurocopa, marcó en el tiempo de descuento el gol que dio la victoria a su selección y la clasificación para la fase final del torneo. Sin embargo, no pudo participar en ella debido a una lesión.

### Participación en Eurocopas
| Torneo                 | Sede     | Resultado        | Partidos | Goles |
| ---------------------- | -------- | ---------------- | -------- | ----- |
| Europeo Sub-17 de 2017 | Croacia  | Cuartos de final | 2        | 2     |
| Eurocopa 2024          | Alemania | Primera fase     | 3        | 0     |

## Estadísticas

### Clubes
Actualizado al último partido disputado el 15 de agosto de 2025.
| Club                         | Temporada     | Div.          | Liga      | Liga      | Liga      | Copas nacionales | Copas nacionales | Copas nacionales | Copas internacionales | Copas internacionales | Copas internacionales | Total | Total | Total  | Media goleadora |
| Club                         | Temporada     | Div.          | Part.     | Goles     | Asist.    | Part.            | Goles            | Asist.           | Part.                 | Goles                 | Asist.                | Part. | Goles | Asist. | Media goleadora |
| ---------------------------- | ------------- | ------------- | --------- | --------- | --------- | ---------------- | ---------------- | ---------------- | --------------------- | --------------------- | --------------------- | ----- | ----- | ------ | --------------- |
| F. C. Liefering · Austria    | 2017-18       | 2.ª           | 33        | 10        | 5         | –                | —                | —                | —                     | —                     | —                     | 33    | 10    | 5      | 0.3             |
| Red Bull Salzburgo · Austria | 2017-18       | 1.ª           | 1         | 0         | 0         | —                | —                | —                | —                     | —                     | —                     | 1     | 0     | 0      | 0               |
| F. C. Liefering · Austria    | 2018-19       | 2.ª           | 9         | 6         | 3         | —                | —                | —                | —                     | —                     | —                     | 9     | 6     | 3      | 0.67            |
| F. C. Liefering · Austria    | Total club    | Total club    | 42        | 16        | 8         | 0                | 0                | 0                | 0                     | 0                     | 0                     | 42    | 16    | 8      | 0.38            |
| Red Bull Salzburgo · Austria | 2018-19       | 1.ª           | 16        | 3         | 3         | 3                | 2                | 1                | 1                     | 0                     | 1                     | 20    | 5     | 5      | 0.25            |
| Red Bull Salzburgo · Austria | 2019-20       | 1.ª           | 27        | 9         | 10        | 6                | 2                | 2                | 7                     | 1                     | 1                     | 40    | 12    | 13     | 0.3             |
| Red Bull Salzburgo · Austria | 2020-21       | 1.ª           | 12        | 4         | 7         | 2                | 1                | 3                | 8                     | 4                     | 0                     | 22    | 9     | 10     | 0.41            |
| Red Bull Salzburgo · Austria | Total club    | Total club    | 56        | 16        | 20        | 11               | 5                | 6                | 16                    | 5                     | 2                     | 83    | 26    | 28     | 0.31            |
| R. B. Leipzig · Alemania     | 2020-21       | 1.ª           | Lesionado | Lesionado | Lesionado | Lesionado        | Lesionado        | Lesionado        | Lesionado             | Lesionado             | Lesionado             | 0     | 0     | 0      | 0               |
| R. B. Leipzig · Alemania     | 2021-22       | 1.ª           | 31        | 6         | 8         | 5                | 2                | 0                | 9                     | 2                     | 0                     | 45    | 10    | 8      | 0.22            |
| R. B. Leipzig · Alemania     | 2022-23       | 1.ª           | 31        | 6         | 8         | 7                | 3                | 3                | 8                     | 1                     | 2                     | 46    | 10    | 13     | 0.22            |
| R. B. Leipzig · Alemania     | Total club    | Total club    | 62        | 12        | 16        | 12               | 5                | 3                | 17                    | 3                     | 2                     | 91    | 20    | 21     | 0.22            |
| Liverpool F. C. Inglaterra   | 2023-24       | 1.ª           | 33        | 3         | 2         | 5                | 2                | 1                | 7                     | 2                     | 1                     | 45    | 7     | 4      | 0.16            |
| Liverpool F. C. Inglaterra   | 2024-25       | 1.ª           | 36        | 6         | 6         | 4                | 1                | 1                | 9                     | 1                     | 1                     | 49    | 8     | 8      | 0.16            |
| Liverpool F. C. Inglaterra   | 2025-26       | 1.ª           | 1         | 0         | 0         | 1                | 0                | 1                | 0                     | 0                     | 0                     | 2     | 0     | 1      | 0               |
| Liverpool F. C. Inglaterra   | Total club    | Total club    | 70        | 9         | 8         | 10               | 3                | 3                | 16                    | 3                     | 2                     | 96    | 15    | 13     | 0.16            |
| Total carrera                | Total carrera | Total carrera | 230       | 53        | 52        | 33               | 13               | 12               | 49                    | 11                    | 6                     | 312   | 77    | 70     | 0.25            |
| 1. 2. 3.                     |               |               |           |           |           |                  |                  |                  |                       |                       |                       |       |       |        |                 |

## Palmarés

### Títulos nacionales
| Título           | Club               | País       | Año     |
| ---------------- | ------------------ | ---------- | ------- |
| Bundesliga       | Red Bull Salzburgo | Austria    | 2017-18 |
| Copa de Austria  | Red Bull Salzburgo | Austria    | 2018-19 |
| Bundesliga       | Red Bull Salzburgo | Austria    | 2018-19 |
| Copa de Austria  | Red Bull Salzburgo | Austria    | 2019-20 |
| Bundesliga       | Red Bull Salzburgo | Austria    | 2019-20 |
| Copa de Austria  | Red Bull Salzburgo | Austria    | 2020-21 |
| Bundesliga       | Red Bull Salzburgo | Austria    | 2020-21 |
| Copa de Alemania | R. B. Leipzig      | Alemania   | 2021-22 |
| Copa de Alemania | R. B. Leipzig      | Alemania   | 2022-23 |
| Copa de la Liga  | Liverpool F. C.    | Inglaterra | 2023-24 |
| Premier League   | Liverpool F. C.    | Inglaterra | 2024-25 |